# میلان استوجادینوویچ
میلان استوجادینوویچ (سیریلیک صربی: Милан Стојадиновић؛ ۴ اوت ۱۸۸۸ – ۲۶ اکتبر ۱۹۶۱) سیاست‌مدار اهل پادشاهی صربستان بود. وی از ۲۴ ژوئن ۱۹۳۵ تا ۵ فوریه ۱۹۳۹ نخست‌وزیر یوگسلاوی بود.
میلان استوجادینوویچ در ۲۶ اکتبر ۱۹۶۱، در سن ۷۳ سالگی در بوئنوس آیرس درگذشت.